# Atelecrinus balanoides
Atelecrinus balanoides is een haarster uit de familie Atelecrinidae.
De wetenschappelijke naam van de soort werd in 1881 gepubliceerd door Philip Herbert Carpenter.